# Sexo en la publicidad

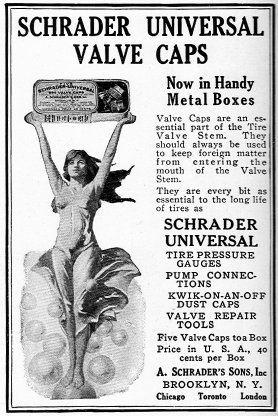
A menudo aparecen imágenes de mujeres bellas en anuncios, sin tener conexión alguna con el producto que se desea vender. Aquí, una mujer provocativamente 'desvestida' ofrece "sex appeal" a un anuncio de 1921 de casquillos de válvula de neumático.

El sexo en la publicidad se refiere al uso del interés sexual como una herramienta de persuasión para dirigir el interés del público hacia un producto particular, con objeto de su venta, generalmente mediante la utilización de modelos atractivos o también símbolos sexuales.

## Historia

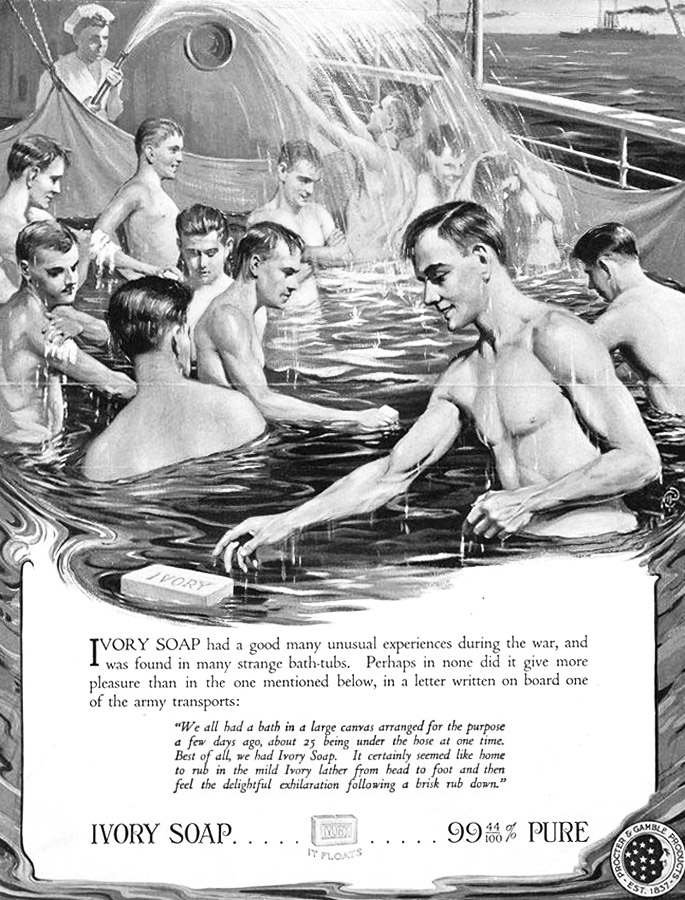
Anuncio del jabón Ivory durante la I Guerra Mundial con marineros bañándose en cubierta, con un posible trasfondo homosexual

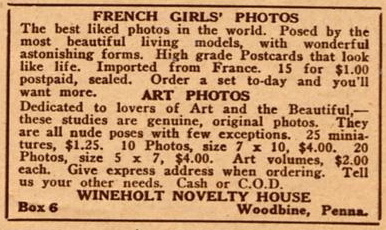
Anuncio de 1926 en un periódico estadounidense de "postales francesas" (fotografías eróticas femeninas, encubiertas como artísticas)

El sexo ha sido utilizado en la publicidad desde sus comienzos. Las primeras formas fueron a mediados del siglo XIX en grabados en madera e ilustraciones de mujeres atractivas (a menudo sin ropa de la cintura para arriba) adornando carteles, letreros y anuncios de saloons, y etiquetas de tónicos y tabaco. En varios casos notables, el sexo en la publicidad se ha reivindicado como la razón del aumento del interés de los consumidores y por tanto de las ventas. El primer uso conocido del sexo en la publicidad fue la marca de tabaco Pearl en 1871, que contó con una doncella desnuda en la portada de sus paquetes. En 1885, W. Duke & Sons incluían tarjetas comerciales dentro de sus paquetes de cigarrillos que mostraban a actrices en poses sexualmente provocativas. Duke se convirtió en la marca de cigarrillos líder en 1890 (Porter, 1971).
El erotismo en la publicidad generalmente se utiliza de forma sugerente combinando el glamur y la estética principalmente sobre el cuerpo femenino. Aunque en la mayoría de los casos siempre era así, desde la última década del siglo XX fueron aumentando los spots y campañas donde los protagonistas son modelos masculinos semidesnudos y contorneados que despiertan el interés y la atención del público femenino. 
El jabón facial Woodbury, casi se suspendió en 1910. El descenso de ventas de ese jabón femenino de tocador se invirtió, sin embargo, con anuncios que contenían imágenes de parejas románticas y promesas de amor e intimidad para quienes usaran la marca (antecedentes de cuentas, 1926). Jovan Musk Oil, introducido en 1971, fue promovido en un sentido sexual y la descripción de las propiedades de la fragancia en cuanto a la atracción sexual. Como resultado, los ingresos de Jované, Inc. crecieron de US $1,5 millones en 1971 a $77 millones en 1978 (Sloan & Millman, 1979).
Los anuncios del tinte para el cabello Clairol durante la década de 1970, en que se incidía en la pregunta con doble sentido, "¿Lo haces o no? Sólo tu peluquero lo sabe a ciencia cierta", fueron otro famoso ejemplo del uso del sexo para vender productos.
Calvin Klein ha estado a la vanguardia de esa tendencia, después de haber dicho: "Los jeans son acerca del sexo. La abundancia de carne desnuda es el último suspiro de los anunciantes por tratar de dar una nueva identidad a productos redundantes". Calvin Klein empezó en los 80 proponiendo un anuncio muy polémico con sus vaqueros, mostrando a una joven de quince años, Brooke Shields, en el anuncio de Calvin Klein Jeans, diciendo: "¿Quieres saber lo que se interpone entre mi Calvin y yo? Nada." En España son icónicos los anuncios publicitarios de "Busco a Jacks" emitido en 1986 o el de "cómete un yogurín" de Ligeresa emitido en 2012
Si se observa la publicidad de los años 50, 60, incluso de los 70, se puede comprobar como presentaba, a los consumidores, los productos nuevos que aparecían en el mercado y les contaba como funcionaban y lo que podían hacer con ellos; es decir, la función principal de la publicidad era dar a conocer los productos para venderlos. Así los anuncios publicitarios decían: esto es una lavadora y sirve para lavar toda la ropa. Con el auge de la producción, surgen en el mercado muchos productos de consumo que cumplen la misma función y la publicidad desde los años 80 se esfuerza por buscar la especialización, la diferenciación con los productos de la competencia, ya no venden producto, venden diferencias: La lavadora más silenciosa, con carga frontal, con más programas de lavado, más ecológicas y un largo etc. de posibles diferencias, reales o simbólicas. La diferenciación servía para posicionarse y lograr la percepción deseada en los posibles compradores. El desarrollo tecnológico hace posible que los productos sean cada vez más parecidos y, ya las lavadoras existentes son casi idénticas y cumplen las mismas funciones; y es justo en este momento cuando la publicidad da un cambio cualitativo y pasa del valor del producto, que vendía diferencias, al valor de las marcas que venden valores.
La publicidad, en el siglo XXI, sigue evolucionando y ya no sólo busca comunicar emociones sino también la empatía compartida con el producto, o con la marca, estableciendo una relación y compartiendo experiencias.

## El concepto

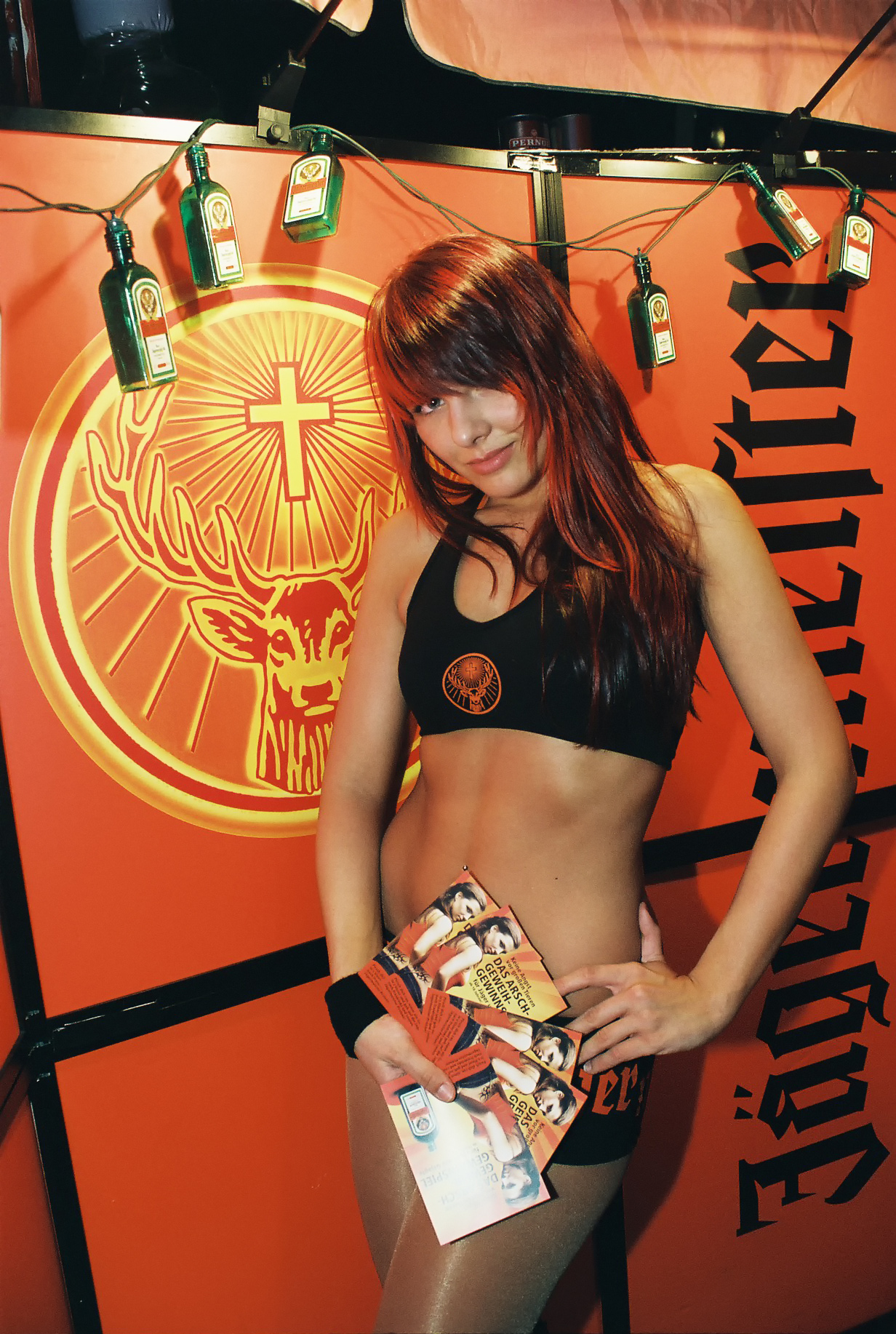
Una modelo promocionando Jägermeister, 2006

El sexo en la publicidad se basa en la premisa de que las personas sienten curiosidad acerca de La sexualidad humana y que la experiencia en la comercialización de la sexualidad ha sido que vende productos. Desde el punto de vista del marketing, la sexualidad puede tener aspectos biológicos, emocionales, físicos o espirituales. 
El aspecto biológico de la sexualidad se refiere al mecanismo de reproducción, así como la unidad de base biológica que existe en todas las especies, la cual es controlada por hormonas. El aspecto emocional o físico de la sexualidad se refiere al vínculo que existe entre los individuos, y se expresa a través de sentimientos profundos o manifestaciones físicas de emociones de amor, confianza y cariño. También hay un aspecto espiritual de la sexualidad de un individuo o como una conexión con los demás. Los publicistas pueden y usan los diversos aspectos de la sexualidad en los diferentes anuncios.
Cuando la sexualidad se utiliza en la publicidad, ciertos valores y actitudes hacia el sexo están necesariamente "vendidos" junto con el producto. La publicidad lo llama "Concepto". Por ejemplo el mensaje puede ser "la inocencia es sexy" (como el usado por Calvin Klein cuando utiliza a jóvenes en poses provocativas en los anuncios), la violencia con la sensualidad y el glamur (como el usado en sus anuncios por Versace), o las mujeres que disfrutan de ser dominadas, también las mujeres vienen con el producto (por ejemplo, en anuncios para la cerveza Budweiser), o que el uso de un determinado producto es malo pero legal, o que el uso de un determinado producto hará que el usuario sea más atractivo para el sexo opuesto, entre otros muchos mensajes.
Históricamente, la publicidad ha utilizado a las mujeres en papeles eróticos, con más frecuencia que a los hombres. Sin embargo, en los últimos años han tenido mayor participación los hombres, aunque las mujeres siguen representado los roles sexuados en forma desproporcionada. El uso de modelos femeninos en esos papeles se cree que atraen la atención de clientes potenciales del sexo masculino, sin embargo, irónicamente, las investigaciones muestran que las compras más importantes son realizadas por mujeres.

## Los modelos físicos utilizados en publicidad
No se pueden elegir modelos de general aceptación, el publicitario puede optar por una de las dos posibilidades: Utilizar modelos con un fuerte atractivo físico o tomar gente de la calle, gente normal. Cada opción tiene sus ventajas y sus inconvenientes, la primera tiene a su favor que los anuncios son más agradables de ver y es más fácil que se produzcan asociaciones favorables al producto anunciado. Presenta, en cambio el inconveniente de dificultar la identificación entre el consumidor y el personaje que aparece en el anuncio ya que, teóricamente le representa. El utilizar gente normal no puede hacerse si no se suple la belleza por una fuerte dosis de expresividad o de capacidad dramática, cualidades que no suelen darse con frecuencia. Por ejemplo, en España optan por la primera posibilidad, mientras en una buena parte de la publicidad anglosajona se observa la segunda. 
Un caso especial dentro de las posibilidades de la selección de modelos es utilizar actores de cine o televisión o personas famosas. A sus supuestas cualidades dramáticas se añade un físico generalmente atractivo y lo que es más importante una cara conocida. La identificación con el modelo y por lo tanto con el producto anunciado, es más difícil que en el caso de rostros anónimos, pero se suple ampliamente con el fuerte atractivo que suponen y su fuerte capacidad de llamar la atención. Este sistema tiene el peligro de que el actor agote el producto anunciado o al propio anuncio. Pero ese problema y otros parecidos existen siempre que se utilizan elementos muy llamativos en un anuncio, y es tarea del publicista el evitarlo. 
En estos anuncios el personaje famoso suele afirmar que consume el producto. Si este mensaje es excesivamente directo, puede producir problemas de credibilidad o de rechazo.(González, 1994, p.429)

## La publicidad y los distintos elementos culturales
La publicidad suele ser elemento de crítica cuando se le acusa de bajar el nivel cultural de los consumidores, la publicidad no está en general a un nivel inferior al de las restantes manifestaciones al de la vida de un país. Los siguientes son elementos culturales que se utilizan en la publicidad:
La publicidad y la moda: la publicidad y la moda están tan directamente relacionadas que se puede afirmar que se apoyan mutuamente. La publicidad le ayuda a la moda permitiéndole popularizar hechos, formas, actitudes que, de otra manera no se impondrían. La moda afecta a casi todos los aspectos de la vida. Hay moda en el vestir, en el hablar, en la manera de ocupar el ocio; moda en las películas y en el diseño industrial; moda en los viajes y en los restaurantes; moda en los deportes. Una vez que se decide lanzar una tendencia, se utiliza a la publicidad como vehículo de la misma; pero no siempre de manera directa, a semejanza de los fabricantes de los productos que encargan un anuncio que explique las ventajas e induzca directamente a la compra. La moda utiliza frecuentemente la publicidad de forma mucho más sutil, intercalándose con otros mensajes que se emiten conjuntamente. En cualquier anuncio, tan importante como el producto anunciado es la forma de vestir de los modelos, su peinado, la actividad que desarrollan, su forma de hablar. Hasta tal extremo es importante este mensaje en los anuncios que una buena parte de la imagen de marca que reflejan se comunica mediante este lenguaje. Nadie querría comprar un automóvil en cuyo anuncio los modelos vistieran la moda de hace cinco años o defendieran valores que ahora se consideran caducos, lo mismo que nadie quiere comprar un modelo que ha dejado de fabricarse y cuyo mercado de reposición está empezando a agotarse. En este último caso, el público obra por razones lógicas y funcionales, mientras en el primero son motivos puramente emocionales lo que le empujan. Pero ambos tipos de motivos son legítimos, de forma que ambos han de ser respetados. Al publicista le interesa que sus anuncios estén a la moda, porque sabe que es la única forma de que tengan éxito, además es consciente de que utilizando la moda en su anuncio, tiene echa una buena parte del trabajo que se exige de él. Así pues la simbiosis entre moda y publicidad funciona perfectamente. 
El público que sabe mucho más de lo que el mismo sospecha, percibe consciente o inconscientemente este hecho y utiliza de los anuncios no solo los mensajes relativos al producto anunciado si no también esta otra información. No tiene más que mirar los anuncios para saber que es lo que esta o va a estar de moda. 
La publicidad y el sexo: Como instrumento de ventas que es la publicidad se vale de aquellas armas que son últimas para la consecución de su objetivo. Sabe que el sexo vende y lo utiliza cuando lo estima conveniente. Con ello no hace nada distinto de lo que hacen los profesionales de otras actividades cine, literatura, pintura. Hay productos donde la utilización del sexo parece más adecuada (perfumes, joyas, cosméticos) que entre otros (automóviles, bebidas). Pero puede aparecer en casi todos los anuncios dirigidos para adultos a excepción curiosamente de las amas de casa. 
En cualquier caso el tratamiento del sexo en publicidad es mucho más ligero que en el cine o en la literatura. 
La música en la publicidad: en los anuncios audiovisuales, la música es un elemento fundamental. Acompaña y ayuda a crear ambiente. A veces se utiliza música ya existente, clásica o moderna, pero en otras ocasiones se crea música especial para el anuncio, que puede ser acompañada de una letra o ser interpretada sin palabras. En el primer caso esta el jingle, como en todos hay buenos jingles los cuales se recuerdan, tarararean, sobreviven a los anuncios para los que se crearon y en ocasiones se ponen de moda. Lo que se busca es la asociación del jingle con el producto para lograr la identificación del anuncio y sirve para trasladarlo sin pérdida de eficacia de un medio a otro principalmente de televisión o cine a radio.

## El desnudo en la publicidad
El desnudo en la publicidad se relaciona a menudo con esta categoría. La sexualidad se considera una de las herramientas de mayor alcance en el marketing y particularmente de la publicidad. Los estudios de la respuesta de ventas en marketing directo han demostrado que pueden ser muy eficaces para atraer un interés inmediato, mantener dicho interés y en el contexto del mismo, introducir un producto que relacione de alguna manera con ese interés. La evidencia adicional viene de Gallup y Robinson, una firma de publicidad y de investigación de mercados, que manifiesta que en más de 50 años de test de la eficacia de la publicidad, ha encontrado que el uso del erotismo es una técnica perceptiblemente por encima de la media para comunicarse con el mercado, "aunque una de las más peligrosas para el anunciante. Como de tabúes y actitudes volátiles, el sexo es una técnica de publicidad de Código Rojo. . . Tómela con cuidado. . . Vendedor,  esté atento,  todo lo cual la hace aún más intrigante."  El uso del sexo en la publicidad puede ser altamente explícito o extremadamente sutil,  desde las muestras relativamente explícitas de actos sexuales, hasta el uso de cosmética básica para realzar las características físicas. Publicidad y sexo se encuentran trabadas. Las imágenes agresivas, livianas de ropa, sirven para aferrar la atención de los potenciales consumidores. Un producto asociado al sexo es sinónimo de controversia porque degrada a la persona ya que el uso más sutil ha llegado a todos los tipos de medios incluyendo entradillas de noticias, documentales,  e incluso anuncios de comida rápida. El uso no se limita tampoco a los medios visuales: uno de los criterios en seleccionar Disc Jockeys o anunciantes radiofónicos es lo sexy de su voz.

## Los tres impulsores del hombre utilizados en el marketing
Los impulsores que mueven al ser humano son: el miedo, la culpa y el sexo en la publicidad como impulsos sexuales. Según Martin Lindstrom, publicista estadounidense y gurú del marketing, la estrategia aplicada a los compradores es la activación de la necesidad por factores racionales, es decir cosas que hagan sentir mejor, ser más feliz, tener más, ser más rápido, etcétera. El éxito del sexo en la publicidad se basa en no descontextualizar el impulso sexual de la necesidad del consumidor.[cita requerida]
El problema de activar unas necesidades que no son fundamentales y hacerlas sentir al consumidor como fundamentales, radica en pensar como consumidor y no como marca. La marca debe ser una creación entre los emocional con algo tangible. Para llegar al éxito del producto se debe empacar el producto o el servicio en emociones. 
Existen otras estrategias claves utilizadas en el mercado, comenzando con el fenómeno de "lo pegadizo", estrategia utilizada por Microsoft, no genera emociones pero "pega" en el consumidor; Distribución física, utilizada por Unilever; Ecosistemas de aparatos, utilizada por apple, como Itunes, sistema que solo puedo utilizar el consumidor que tenga un Iphone; Por último la estrategia de las emociones anexas, utilizada por Coca Cola.
Los puntos claves en el marketing son: el miedo, la culpa y el impulso sexual. En los consumidores el miedo se ve reflejado en cuestiones como miedo a volverse viejo, miedo a estar gordo, miedo a ser robado; La culpa difiere en hombres y mujeres, las mujeres sienten culpa por los hijos en casa, por no tener tiempo para ellos. Por lo tanto cuando ofreces un producto que activa la necesidad de contrarrestar esa culpa, la mujer lo compra.[cita requerida]
A diferencia de los otros el impulso sexual es utilizado en la mayoría de las estrategias de marketing con un 95%, pero debe utilizarse en el contexto adecuado para lograr el efecto en el consumidor que se desea. El sexo tiene influencias indirectas en el consumidor y varía según el producto, la cantidad de sexo en el producto y el contexto en el que se desarrolla el vínculo entre lo emocional y lo tangible con el consumidor. Por ejemplo, la comida y el sexo es un dúo que se ve frecuentemente en las campañas publicitarias y está relacionado directamente con los placeres, lo llaman orgasmos culinarios algunos especialistas en el marketing. 
Según el publicista argentino Ángel Becassino, esto se ve como un deseo inconcluso, el contacto inmediato con la motivación, pero si no se le da el contexto adecuado, se pierde el objetivo principal, la recordación del producto, pasando a un primer plano la imagen sexual sea una mujer desnuda en los componentes visuales utilizados (vídeo e imagen) o la voz alterada para lograr intensificar el deseo por el producto (pautas publicitarias radiales).[cita requerida]

## Iconografía femenina en la publicidad
La feminidad propagada por el uso de una mercancía cualquiera viene asumida por un soporte y es propuesta a la clientela como oportunidad de completar el fantasma del otro. Se trata de ocasiones para la transformación de un público que se supone heterónomo, compuesto por protagonistas y antagonistas variables, cada uno de los cuales propone su tipo de autoridad con dirección erótica. Las estrategias publicitarias, en su variedad se presentan como catalizadores del ansia y la movilidad de un sexo tentado por lo inédito. Sobre todo configuran a la mujer como sujeto único de la tentación o facultad de atraer el objeto compañero de la sede privilegiada de los misterios sexuales, promoviéndola a los misterios y las atribuciones grandísimas de autonomía, como en el pecado original, Eva tienta a Adán por una manzana. La acción de resistencia y tentación es la utilizada en la publicidad <<Tú, que contemplas el anuncio, cede a la Tentación de la adquisición en lugar de ofrecer resistencia como hacen tantos malvados>> se debe tener en cuenta que la iconografía y la literatura publicitaria tiene formas de incitación y organización industrial para los impulsos de los compradores.(Marmori, 1977,p.9)

## Críticas
El uso en la publicidad se ha criticado con diversos argumentos. Los conservadores, especialmente los religiosos, a menudo lo consideran obsceno. Muchas feministas sienten que cosifica a las mujeres (puesto que retratan a las mujeres de forma sexual más a menudo que a los hombres). Algunos dicen que refuerza el sexismo. La creación publicitaria estructura sus mensajes a partir de estereotipos que existen en la sociedad. Las creativas y los creativos de publicidad profundizan en la realidad para captar lo más nítidamente posible los perfiles de mujeres y hombres que están presentes en ella. Hoy importa más la imagen que el producto en sí. Es irrenunciable que las empresas publicitarias incorporen la perspectiva de género en la elaboración de sus campañas publicitarias para transformar los roles de género tradicionales. Cada vez más, se ha complicado esta discusión por la prevención sobre el crecimiento de temas andróginos y homoeróticos en marketing. Calvin Klein ha estado en la vanguardia de este movimiento, habiendo declarado él mismo, "los pantalones vaqueros tratan de sexo. La abundancia de carne desnuda es el último intento de los publicistas de dar a productos redundantes una nueva identidad." En los últimos años los anuncios de pantalones vaqueros, perfumes, y muchos otros productos han ofrecido imágenes provocativas que fueron diseñadas para activar respuestas sexuales de tan amplio espectro de la población como fuera posible, para dar una sacudida eléctrica por su ambivalencia, y para apelar a menudo a los deseos bisexuales reprimidos que se piensa comportan una mayor carga emocional.
El uso del sexo en la publicidad no solo va acompañado de imágenes o iconos. Muchas veces va acompañado de frases que utilizan lenguaje sexista, por ejemplo: Ejemplo: “Él tiene el auto, él tiene el dinero, él tendrá la chica”.(publicidad de una marca de coche acompañada de una mujer semidesnuda sobre el auto). Lo que transmiten la idea de que las mujeres no trabajan y son mantenidas por padres, novios o maridos. Por lo que es importante promover el lenguaje no sexista.

## Consecuencias legales
La inserción de contenidos para adultos en la publicidad de los medios de comunicación puede tener consecuencias desde el punto de vista legal y económico.
La base legal que fundamenta estas implicaciones emana de los parlamentos autonómicos valenciano y andaluz, que en España han aprobado regulaciones que implican la supeditación en la subvención a medios de comunicación a una publicidad libre de contenidos que impliquen algún tipo de discriminación en materia de género.
Tras aprobarse estas leyes, algunos de los principales diarios, principalmente en el ámbito local, no han adoptado cambios en la publicidad insertada en secciones como la de anuncios clasificados, por lo que asociaciones de usuarios han planteado medidas disuasorias desde el punto de vista económico y administrativo como, por ejemplo, recurrir ante el organismo regulador de la Competencia con base en las potestades de la Ley 30/1992.